# Tandilia impuncta
Tandilia impuncta là một loài bướm đêm trong họ Noctuidae.